# Drosophila mulleri
Drosophila mulleri är en tvåvingeart som beskrevs av Sturtevant 1921. Drosophila mulleri ingår i släktet Drosophila och familjen daggflugor.
Artens utbredningsområde täcker delar av Nordamerika och har hittats i Mexiko, Oklahoma, Nebraska, Arkansas, Lousiana och Florida.